# Avelino de Barrionuevo
Pour les articles homonymes, voir Barrionuevo.
Avelino de Barrionuevo Gener, né le 8 octobre 1969, est un homme politique espagnol membre du Parti populaire (PP).
Il est élu député de la circonscription de Malaga lors des élections générales de juin 2016.

## Biographie

### Vie privée
Il est marié.

### Études et profession
Il réalise ses études à l'université de Malaga où il obtient une licence en droit. Il suit la première année de doctorat grâce à l'université nationale d'enseignement à distance (UNED). Avoué de justice de formation, il a été vice-doyen du collège des procureurs de Malaga. Il enseigne les pratiques juridiques.
En 2006, il suit une formation en direction de campagnes électorales organisée par l'université pontificale de Comillas.

### Deux mandats de sénateur
Il adhère au Parti populaire en 2014 et est membre de son comité exécutif en tant que vice-secrétaire à la Formation, aux Élections, aux Études et aux Programmes. Il se présente comme suppléant du maire de Malaga, Francisco de la Torre Prados, lors des élections sénatoriales de novembre 2011. Lorsque celui-ci démissionne de son mandat parlementaire pour se concentrer sur ses fonctions exécutives locales en juillet 2014, Avelino de Barrionuevo devient sénateur de la circonscription de Malaga. Il annonce de suite vouloir cumuler son mandat avec sa vie professionnelle. Siégeant à la commission de l'Économie et de la Compétitivité, il est vice-porte-parole à la commission bicamérale pour les Relations avec le Tribunal des comptes.
Il est investi en troisième et dernière position sur le billet sénatorial du parti lors des élections générales de décembre 2015 derrière l'ancienne maire de Marbella, Ángeles Muñoz, et le sénateur sortant Joaquín Ramírez. Il remporte le troisième meilleur score de la circonscription avec 203 766 voix et obtient l'un des quatre mandats de sénateur en jeu. Membre des commissions de l'Intérieur et de la Justice, il est premier vice-président de la commission de l'Égalité.

### Député au Congrès
Alors que la fusion des listes de Podemos et d'Izquierda Unida au sein de la coalition Unidos Podemos en vue du scrutin anticipé de juin 2016 menace son siège de sénateur, la direction provinciale du parti décide de l'investir en troisième position sur la liste au Congrès des députés ; place laissée vacante à la suite de l'investiture de Carolina España comme cheffe de file. Son ancienne place sur la liste sénatoriale est occupée par le vice-secrétaire provincial à l'Organisation Manuel Marmolejo qui réussira à obtenir le mandat. Élu au palais des Cortes, il est membre des commissions de l'Intérieur et de la Sécurité routière et des Déplacements durables. Il est porte-parole adjoint à la commission de la Justice.